# Пухкеник
Пухкеник, также пампушок, пряженець – классическое кондитерское блюдо украинской кухни из заварного теста, напоминающее пончик. 

## Этимология
Блюдо получило название за свою форму и структуру - очень рыхлую, легкую, как пух. Чаще всего готовят и употребляют летом. Характерно для кухонь Подолья, Черкащины, Киевщины, южной Волыни, Днепровщины.

## Приготовление
Воду вместе со сливочным маслом и сахаром доводят до кипения, всыпают муку и, прогревая смесь на слабом огне, вымешивают до тех пор, пока она не перестанет прилипать к стенкам кастрюли. Охлаждается тесто до 60-70 ° С, после чего добавляются яичные желтки (5-6) по одному, каждый раз вымешивая тесто до однородной консистенции. Постепенно добавляются взбитые в пену яичные белки. С помощью ложки отделяют небольшое количество теста, опускают его в разогретое масло (жир) и жарят до золотистого цвета.
Готовые пухкеники вынимают шумовкой, выкладывают на сетчатую поверхность, чтобы стекло масло. Пухкеники посыпают сухарями, смешанными с ванильным сахаром. Употребляют только горячими.

## Виды
- пухкеники обычные
- пухкеники с вареньем
- пухкеники из простокваши
- пухкеники из кислого теста
- пухкеники по-гайворонски
- пухкеники сырные (творожные)